# Franz von Stuck

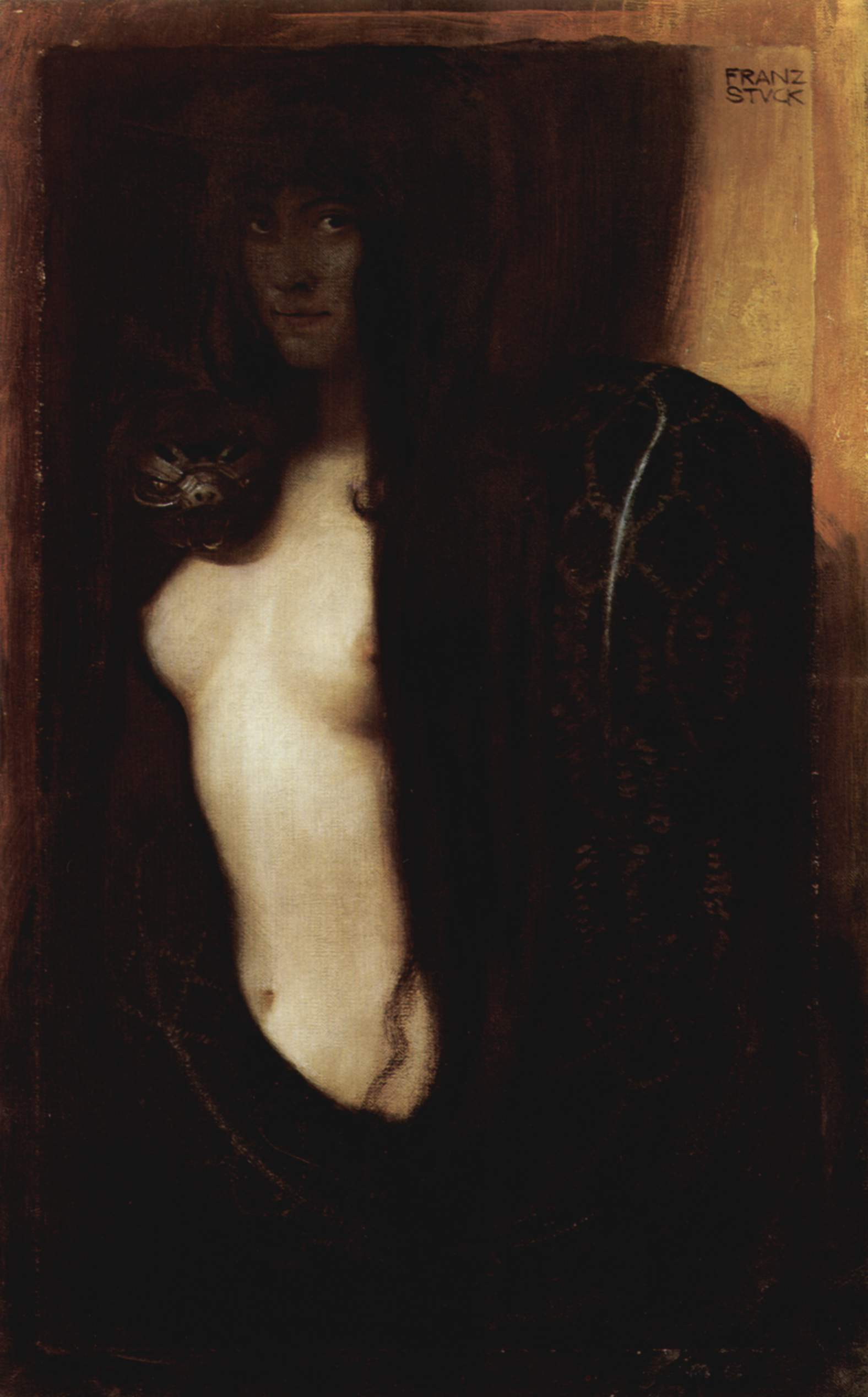
O pecado de 1893

Franz Ritter von Stuck (23 de fevereiro de 1863 – 30 de agosto de 1928), nascido Franz Stuck, foi um pintor, escultor, gravador e arquiteto alemão. Stuck ficou mais conhecido por suas pinturas sobre a mitologia antiga, recebendo grande aclamação da crítica com O Pecado em 1892. Em 1906, Stuck recebeu a Ordem de Mérito da Coroa da Baviera e, a partir de então, foi conhecido como Ritter von Stuck.

## Vida e carreira
Nascido em Tettenweis, perto de Passau, Stuck demonstrou afinidade para desenho e caricatura desde cedo. Para iniciar sua formação artística, mudou-se em 1878 para Munique, onde se estabeleceria por toda a vida. De 1881 a 1885, Stuck frequentou a Academia de Munique.
Ele se tornou conhecido inicialmente por charges no Fliegende Blätter, além de vinhetas para programas e decoração de livros. Em 1889, expôs suas primeiras pinturas no Palácio de Vidro em Munique, conquistando uma medalha de ouro por O Guardião do Paraíso.
Em 1892, Stuck cofundou a Secessão de Munique, e também executou sua primeira escultura, Atleta. No ano seguinte, obteve maior reconhecimento com o sucesso de crítica e público de sua obra mais conhecida, a pintura O Pecado. Ainda em 1893, Stuck recebeu uma medalha de ouro em pintura na World's Columbian Exposition em Chicago e foi nomeado professor real. Em 1895, começou a lecionar pintura na Academia de Munique.
Em 1897, Stuck casou-se com a viúva americana Mary Lindpainter e iniciou os trabalhos de concepção de sua própria residência e estúdio, a Villa Stuck. Seus projetos para a villa incluíam tudo, desde a planta até a decoração interna; pelos móveis que criou, Stuck recebeu outra medalha de ouro na Exposição Universal de 1900 em Paris.
Com alta reputação pública à época, Stuck foi nobilitado em 9 de dezembro de 1905 e receberia outras honrarias públicas por toda a Europa no restante de sua vida. Permaneceu respeitado entre os jovens artistas como professor na Academia de Munique, mesmo quando seus estilos artísticos se tornaram fora de moda. Ao longo dos anos, teve alunos como Paul Klee, Hans Purrmann, Wassily Kandinsky, Alf Bayrle e Josef Albers.
Ele foi membro da International Society of Sculptors, Painters and Gravers. Sua obra também fez parte do evento de escultura na competição de arte nos Jogos Olímpicos de Verão de 1928.
Franz von Stuck faleceu em 30 de agosto de 1928, em Munique; seu discurso fúnebre o homenageou como "o último príncipe da arte dos grandes dias de Munique". Ele está sepultado no Munich Waldfriedhof, ao lado de sua esposa Mary.

## Estilo
A temática de Stuck era principalmente inspirada pela mitologia, influenciada pela obra de Arnold Böcklin. Formas grandiosas dominam a maioria de suas pinturas e indicam sua inclinação para a escultura. Suas sedutoras figuras femininas nuas são um exemplo notável do conteúdo simbolista em voga. Stuck atribuía grande importância às molduras de suas pinturas, geralmente projetando-as ele mesmo, com uso minucioso de painéis, entalhes dourados e inscrições, de modo que as molduras devem ser consideradas parte integrante do conjunto.
Kämpfende Amazone (Amazona em Combate), criada em 1897, de Stuck, adornou a Carinhall de Hermann Göring.:87f

## Legado
Quando Stuck faleceu, a importância de sua arte quase havia sido esquecida: seu trabalho parecia antiquado e irrelevante para a geração que vivenciou a Primeira Guerra Mundial. A reputação de Stuck permaneceu adormecida até o final da década de 1960, quando um renovado interesse pela Art Nouveau trouxe seu nome de volta à tona. Em 1968, a Villa Stuck foi aberta ao público; atualmente, funciona como um museu.
No livro The Psychopathic God: Adolf Hitler, de Robert Waite (1977), assim como em diversas outras fontes, observa-se que Franz Stuck era o pintor favorito de Hitler desde a infância.As pinturas de Stuck foram mencionadas por Carl Jung, que escreveu:

... Franz Stuck, cujas imagens de serpentes trazem títulos significativos como Vício, Pecado ou Luxúria (ver placa x). A mistura de ansiedade e luxúria é perfeitamente expressa na atmosfera abafada dessas pinturas,...

## Galeria

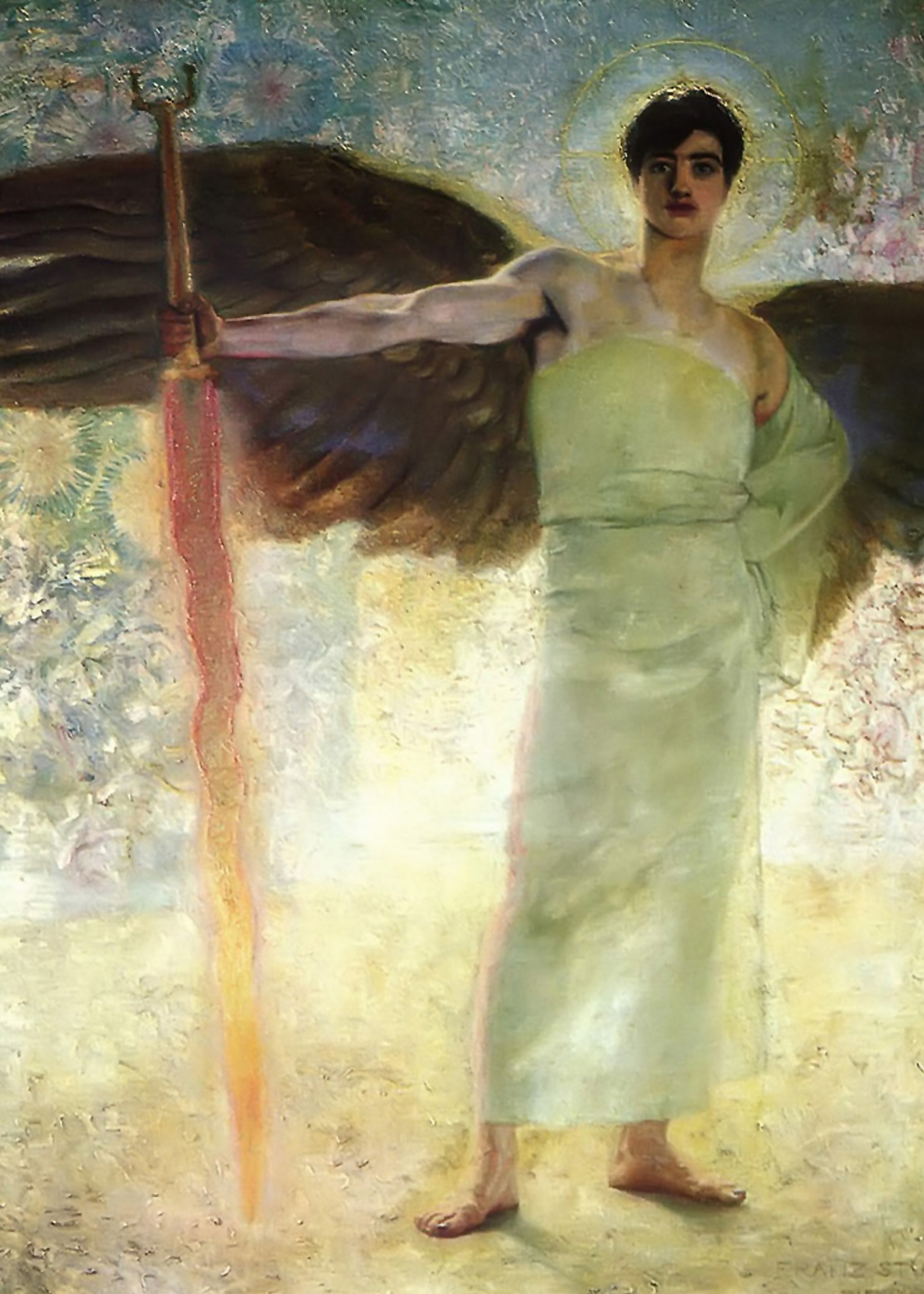
O Guardião do Paraíso, 1889
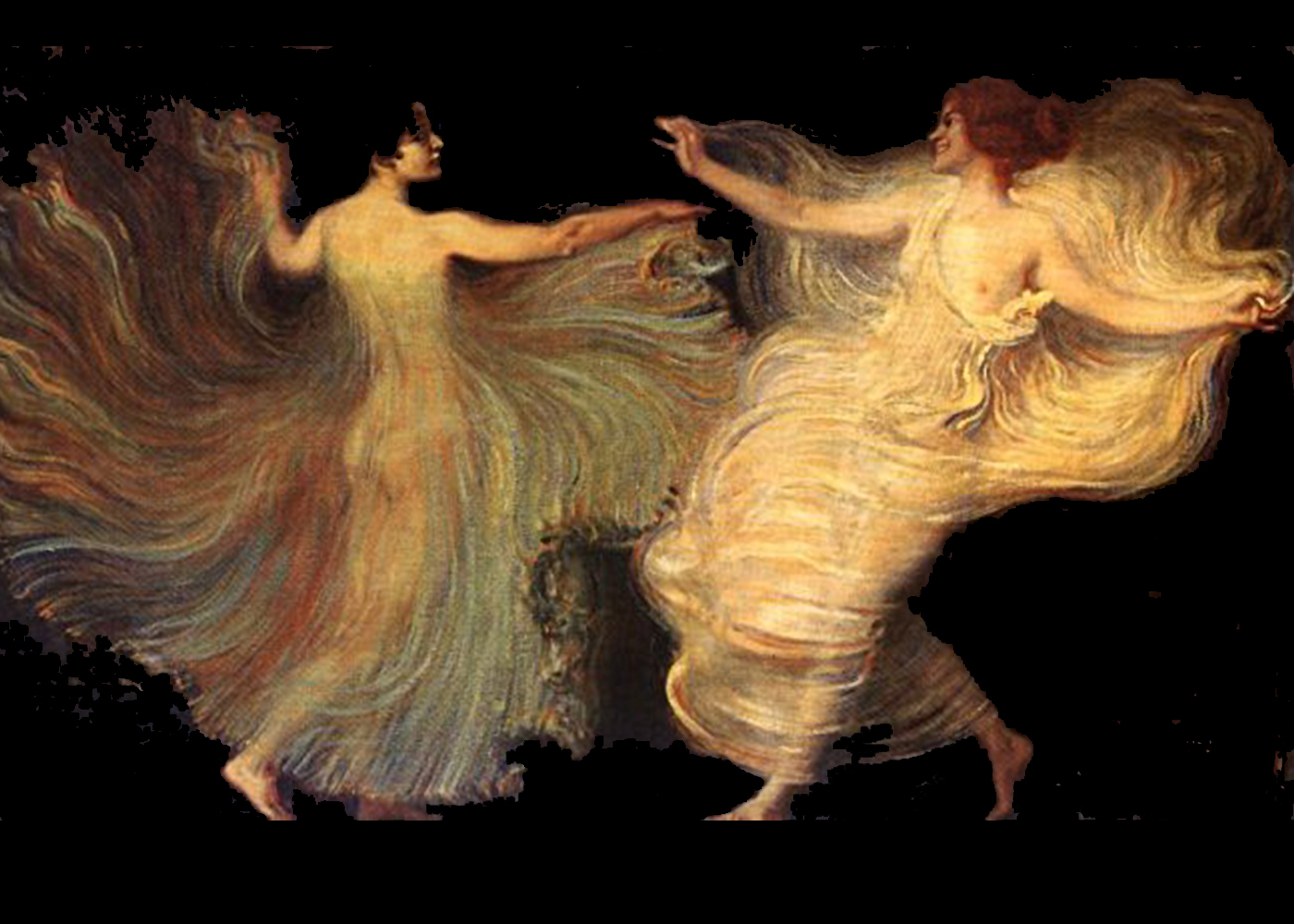
Dançarinas, 1896
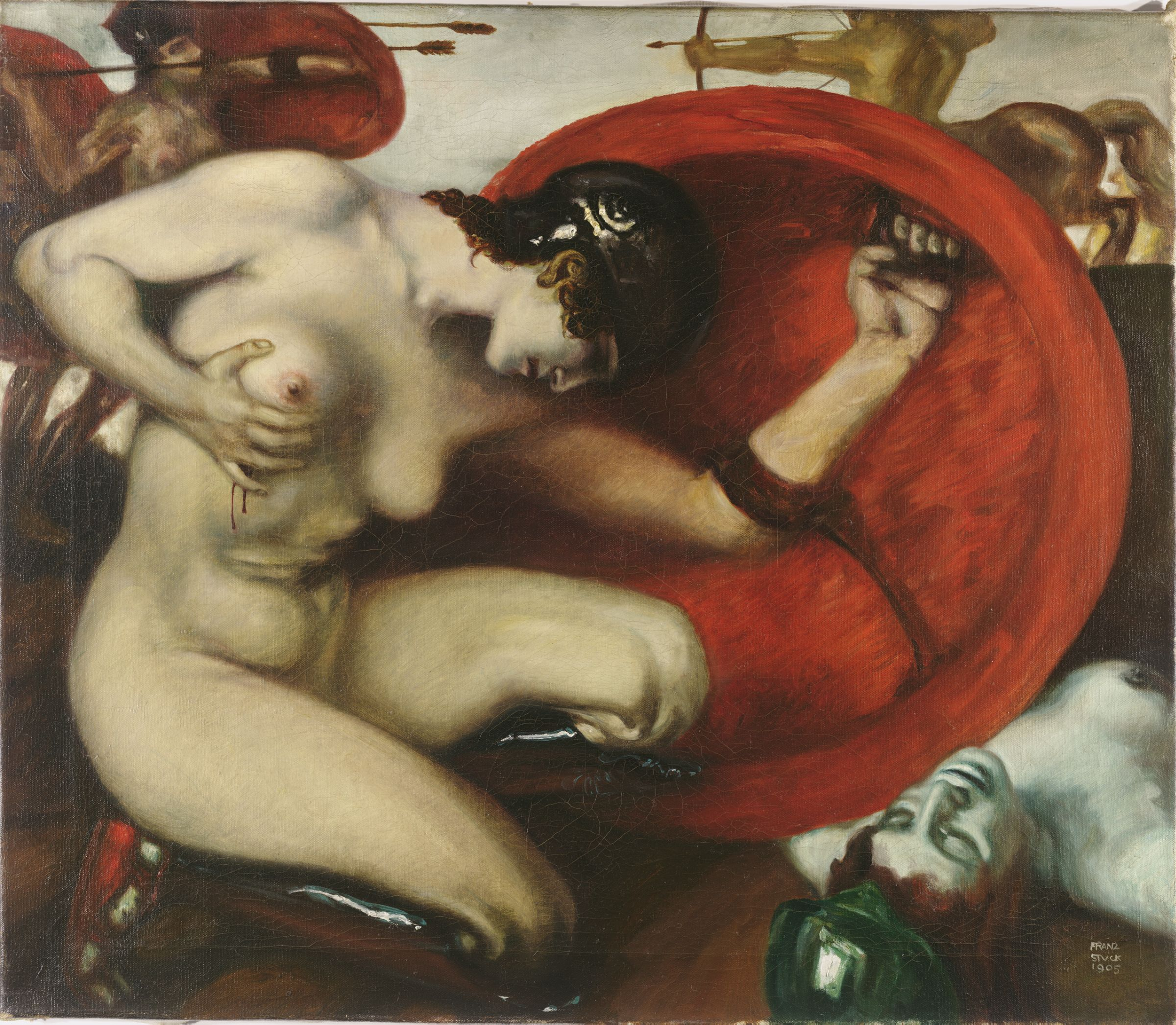
Amazona ferida, 1903
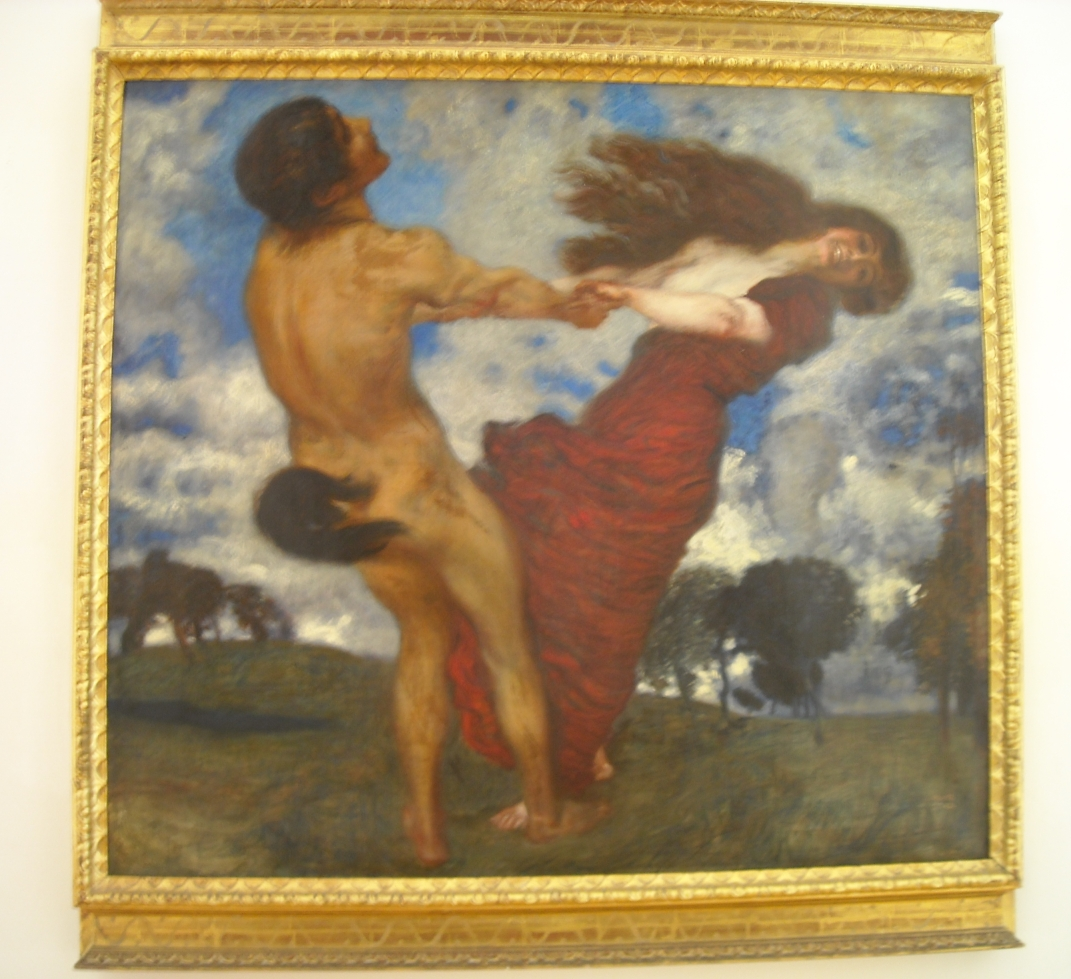
Ringeltanz, 1905
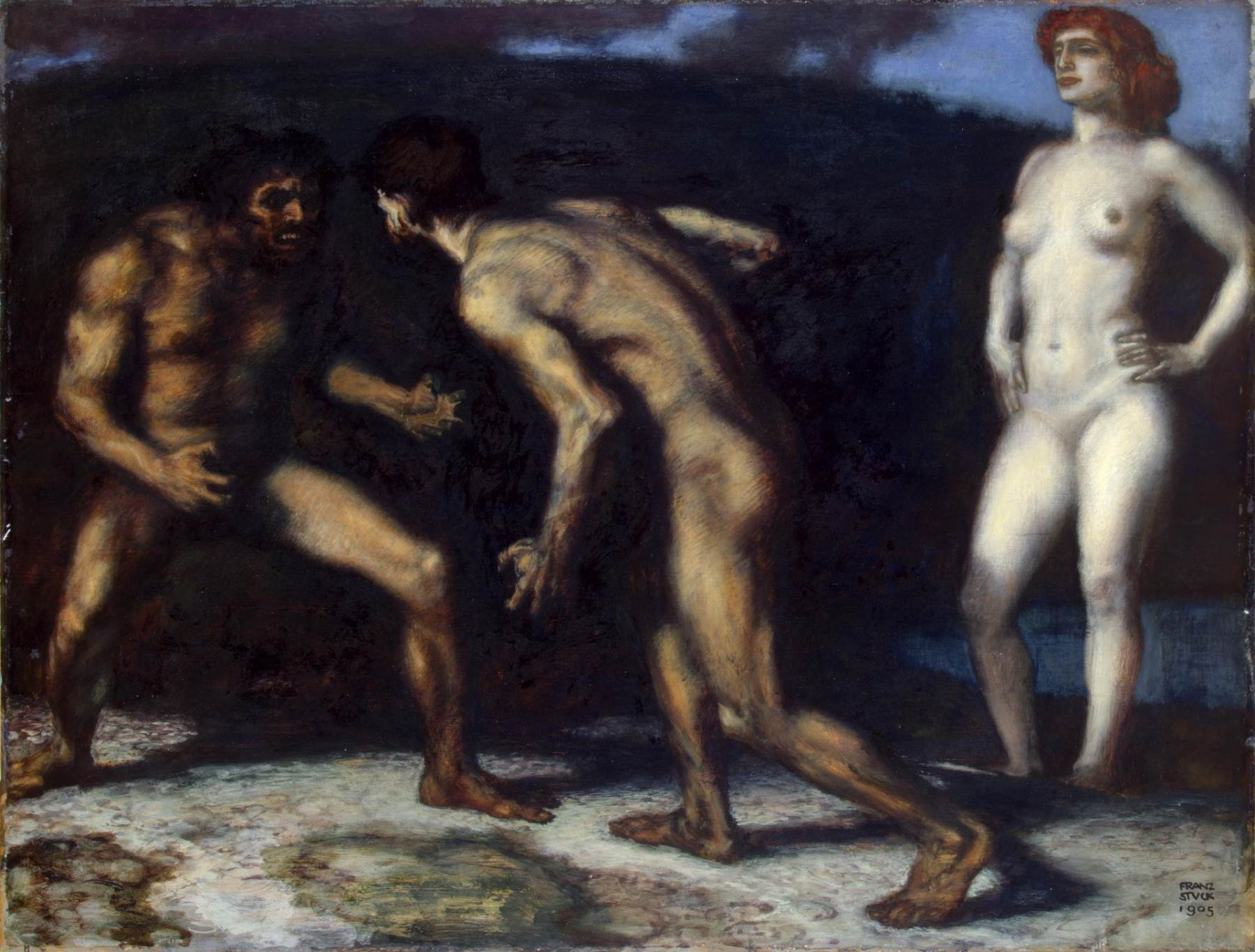
A luta pela mulher, 1905
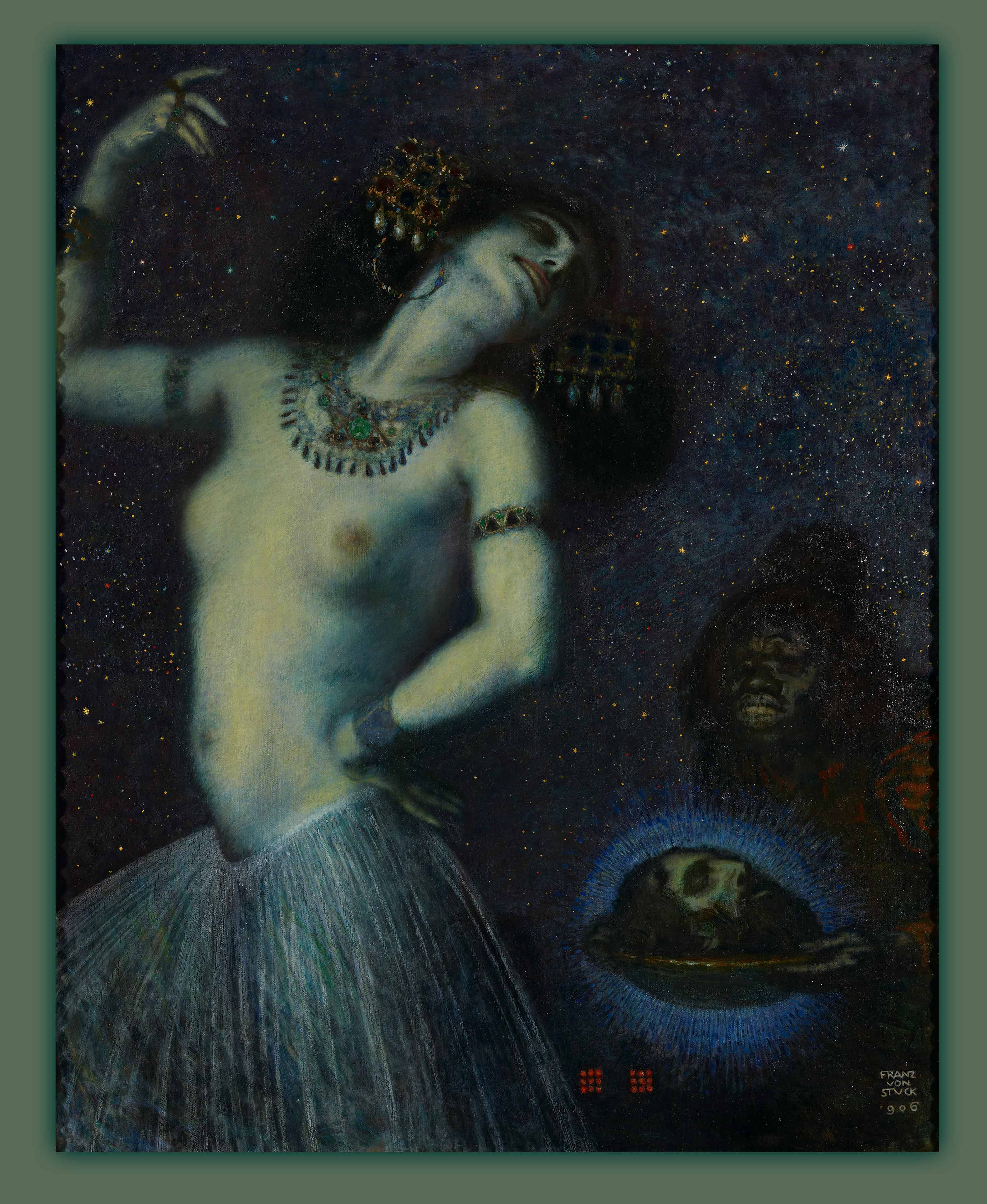
Salome, 1906
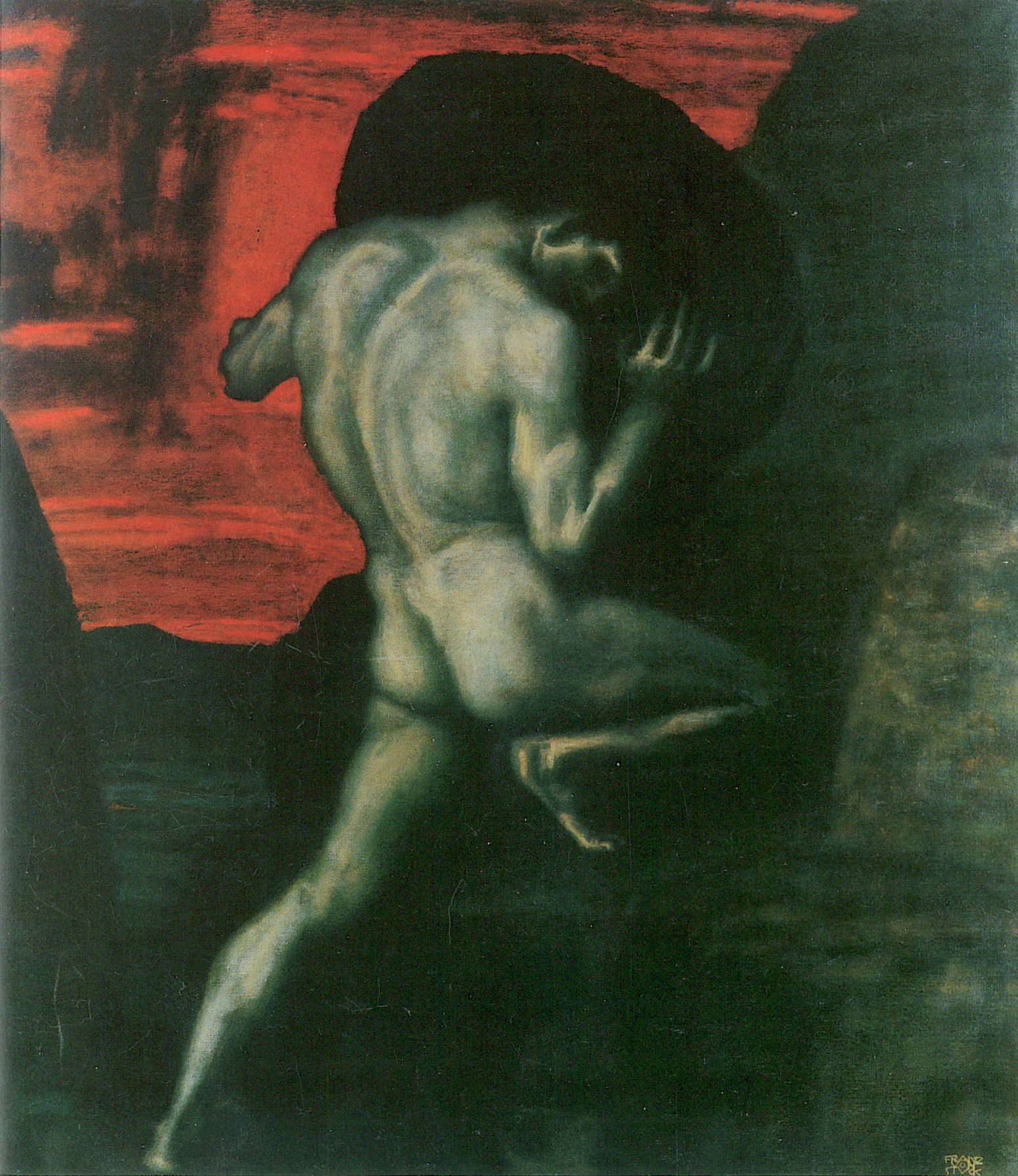
Sisyphus, 1920
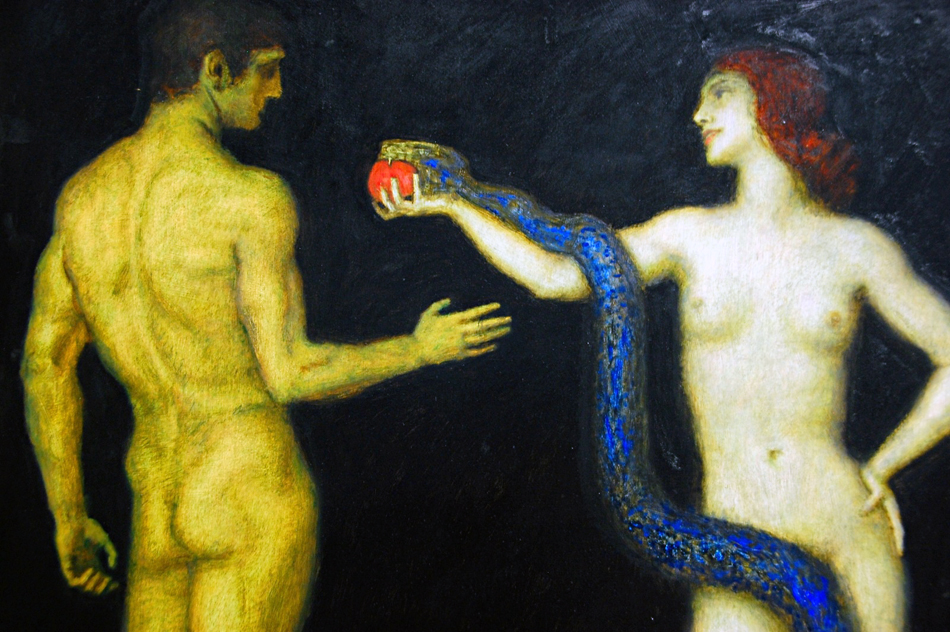
Adão e Eva, 1920